# Wildalmkirchl
Das Wildalmkirchl (früher Wildalmkirche) ist ein 2578 m ü. A. hoher Felsgipfel am Südrand des Steinernen Meeres. Es liegt im Salzburger Land, nordöstlich der Ortschaft Maria Alm und nordwestlich des Hochkönigstockes.
Der erste Bestandteil des Namens geht auf die Wildalm zurück, ein abgeschiedenes Hochtal, das sich nördlich des Wildalmkirchls im bayrisch-österreichischen Grenzgebiet im Steinernen Meer befindet; der zweite Namensbestandteil ergibt sich aus der Form des Berges, der von verschiedenen Standpunkten aus einer Kirche mit Dach und Turm ähnelt.
In 2457 m Höhe, nordöstlich des Gipfels, befindet sich die Wildalmkirchl-Biwakschachtel (offen, Schlafplätze für 8 Personen).
Das Wildalmkirchl ist neben dem Schottmalhorn der am schwierigsten zu besteigende Gipfel des Steinernen Meeres; alle Anstiege erfordern Kletterei. Die einfachste Route führt von der Biwakschachtel an den Nordost-Ansatz des Kirchdaches heran und auf dieses hinauf (brüchig, I); anschließend überquert man ausgesetzt den Kirchdachgrat und erklettert den abschließenden Gipfelaufbau in sehr exponierter, mäßig schwieriger Kletterei (II); insgesamt etwa 40 Minuten von der Biwakschachtel.

## Zustiege
- von Maria Alm (802 m) oder Hinterthal (1016 m) aus über den Weg 426 über die Wasserfallscharte (2421 m) in 5–6 Stunden (hochalpin, leichte Kletterei erforderlich, bis spät im Jahr heikle Altschneefelder).
- von der Hochfläche des Steinernen Meeres über den Weg 401 (vom Riemannhaus oder Kärlinger Haus über den Pass Hochbrunnsulzen, 2356 m).
- von der Wasseralm über die Wildalm und vor dem Hochbrunnsulzen-Anstieg nach Süden zum 401 queren.
- von Südosten über den Weg 401 (vom Hochkönigstock kommend oder von Hinterthal aufsteigend über die Torscharte, 2246 m).

## Bilder

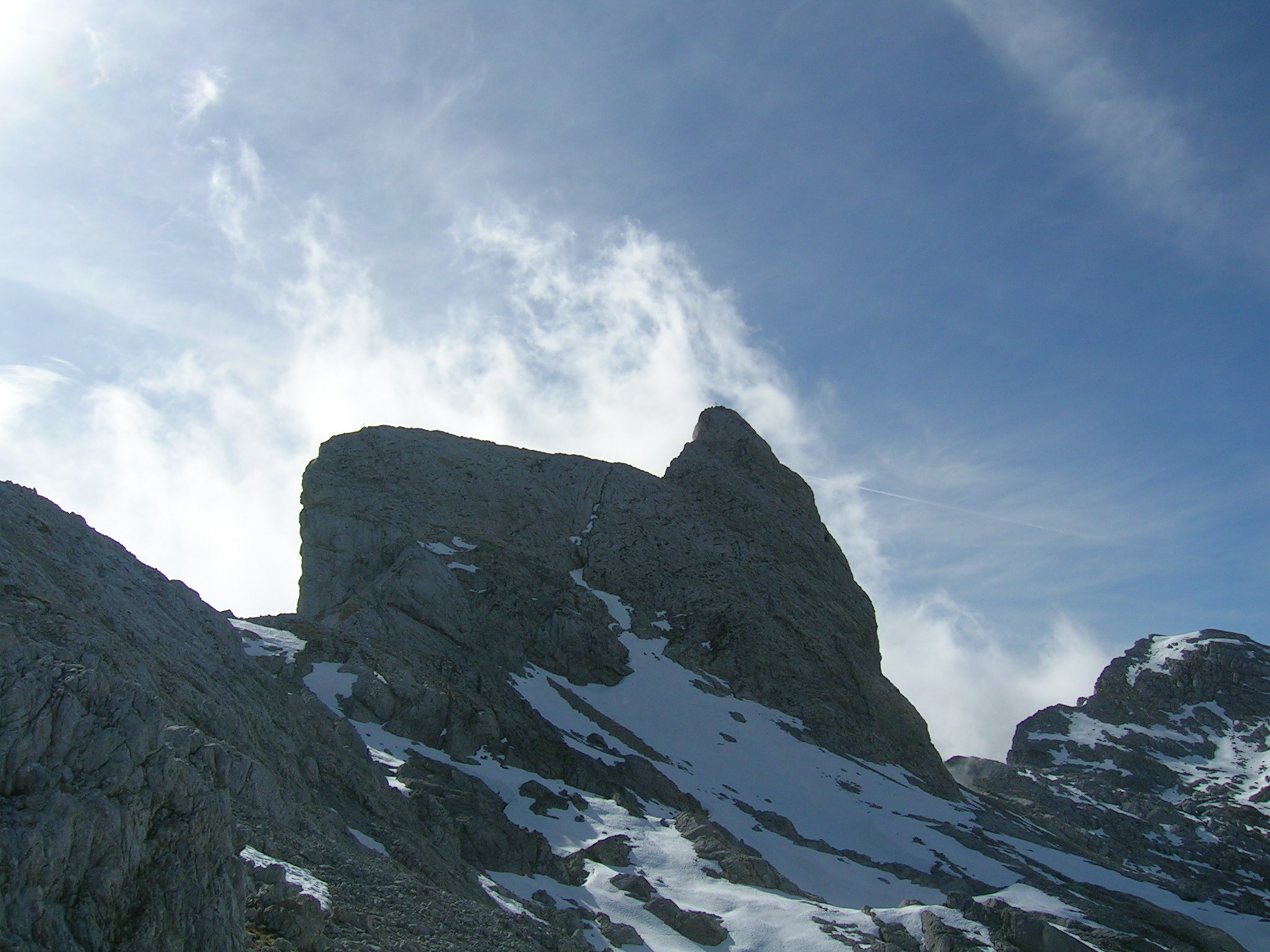
Wildalmkirchl von Nordosten
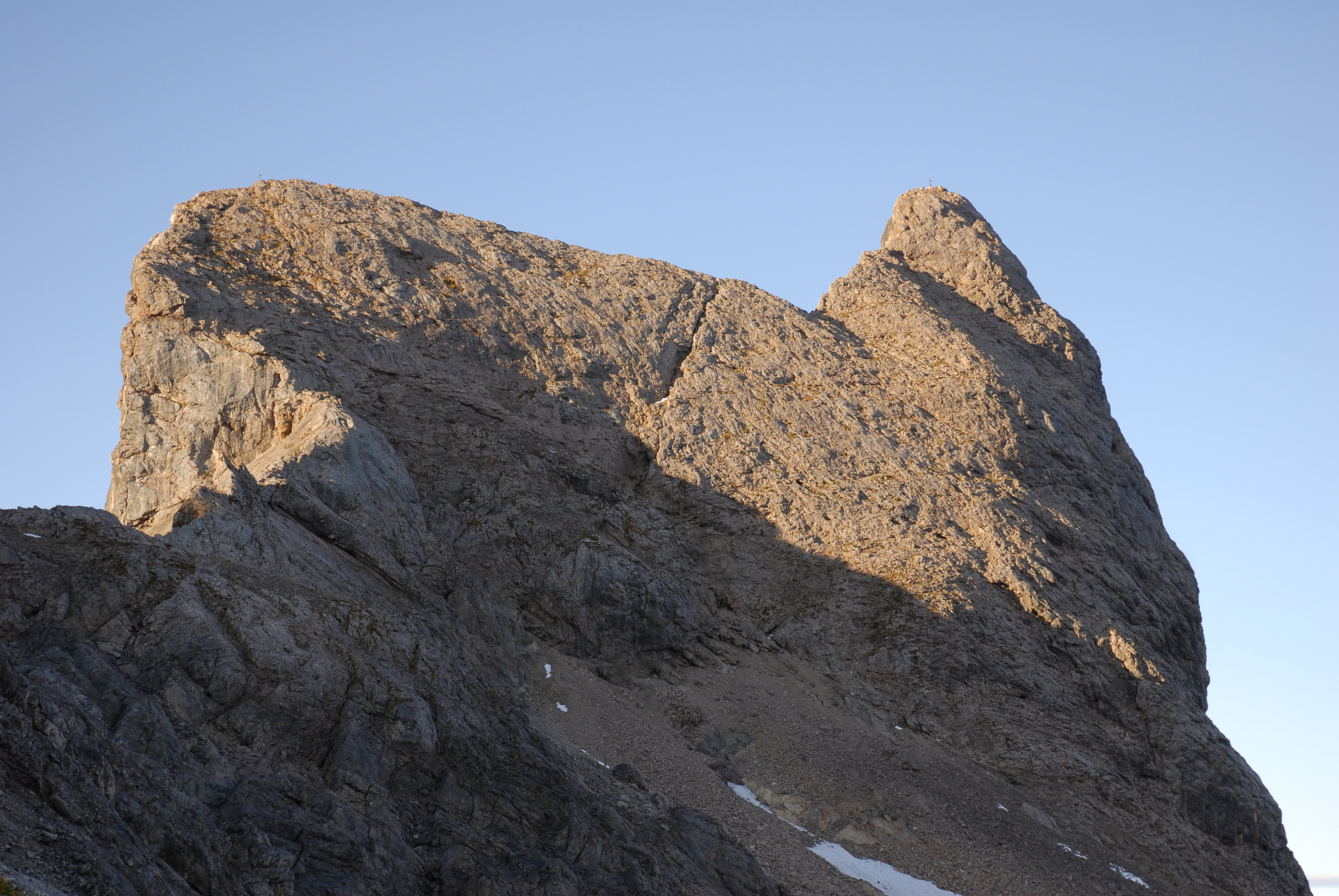
Wildalmkirchl am Morgen von Biwakschachtel
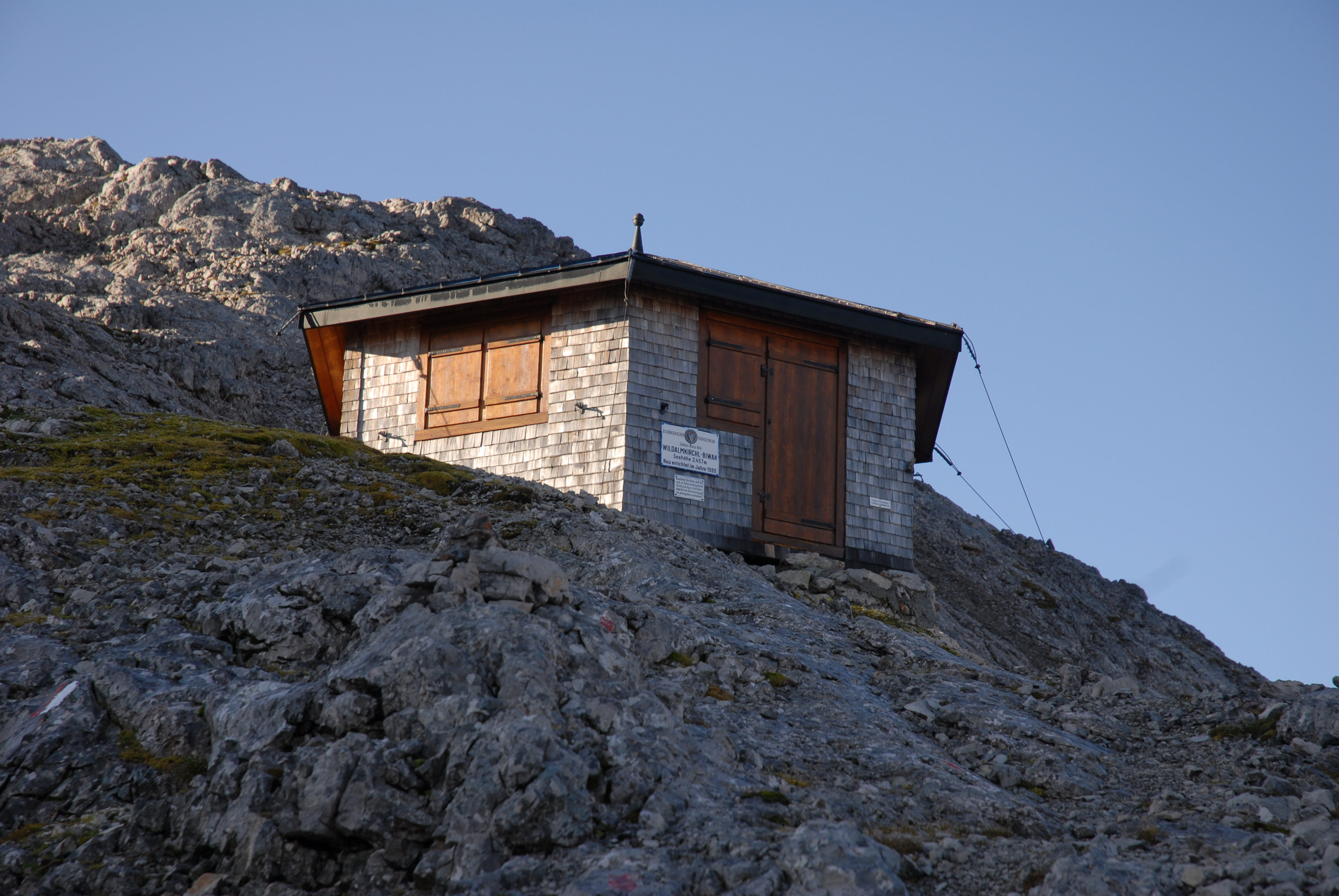
Wildalmkirchl-Biwak

## Karten
- Alpenvereinskarte 1:25.000, Blätter 10/1 „Steinernes Meer“ und 10/2 „Hochkönig und Hagengebirge“